# Cryptops rouxi
Cryptops rouxi är en mångfotingart som beskrevs av Ribaut 1923. Cryptops rouxi ingår i släktet Cryptops och familjen Cryptopidae.
Artens utbredningsområde är Nya Kaledonien. Inga underarter finns listade i Catalogue of Life.